# سليمان أولاري
سليمان أولاري (بالفرنسية: Souleymane Oularé)‏، من مواليد 16 أكتوبر 1972 في كونكاري في غينيا، لاعب كرة قدم غيني.
لعب مع عدة أندية ومثل نادي فنربغشة التركي ونادي لاس بالماس الإسباني ونادي ستوك سيتي الإنجليزي ونادي غنك البلجيكي.
و قد لعب مع منتخب غينيا لكرة القدم.

## روابط خارجية
- سليمان أولاري على موقع اتحاد تركيا (لاعب) (الإنجليزية)
- سليمان أولاري على موقع قاعدة بيانات كرة القدم.إي يو (الإنجليزية)
- سليمان أولاري على موقع ناشيونال فوتبول تيمز (الإنجليزية)
- سليمان أولاري على موقع عالم كرة القدم.نت (الإنجليزية)